# Contea di Westmoreland (Pennsylvania)
La contea di Westmoreland (in inglese Westmoreland County) è una contea dello Stato della Pennsylvania, negli Stati Uniti. La popolazione al censimento del 2000 era di 369 993 abitanti. Gli italoamericani sono 17,5% della popolazione. Il capoluogo di contea è Greensburg